# William F. Fisher
Pour les articles homonymes, voir Fisher.
William Frederick Fisher dit Bill Fisher est un astronaute américain né le 1er avril 1946.

## Biographie
Il est marié à l’astronaute Anna Fisher.

## Vols réalisés
Il réalise un unique vol en tant que spécialiste de mission, le 27 août 1985, à bord de la mission Discovery STS-51-I.